# Långtjärnen (Degerfors socken, Västerbotten, 716954-167112)
Långtjärnen är en sjö i Vindelns kommun i Västerbotten och ingår i Umeälvens huvudavrinningsområde. Sjön har en area på 0,0783 kvadratkilometer och ligger 217,6 meter över havet.

## Delavrinningsområde
Långtjärnen ingår i det delavrinningsområde (716868-167463) som SMHI kallar för Utloppet av Holmträsket. Medelhöjden är 263 meter över havet och ytan är 40,39 kvadratkilometer. Räknas de 53 avrinningsområdena uppströms in blir den ackumulerade arean 628,5 kvadratkilometer. Åman som avvattnar avrinningsområdet har biflödesordning 3, vilket innebär att vattnet flödar genom totalt 3 vattendrag innan det når havet efter 151 kilometer. Avrinningsområdet består mestadels av skog (65 procent) och sankmarker (17 procent). Avrinningsområdet har 4,67 kvadratkilometer vattenytor vilket ger det en sjöprocent på 11,6 procent.